# منشأة فتيح
قرية منشاة فتيح هي إحدى القرى التابعة لمركز الفيوم في محافظة الفيوم في جمهورية مصر العربية. حسب إحصاءات سنة 2006، بلغ إجمالي السكان في منشاة فتيح 4511 نسمة، منهم 2393 رجل و2118 امرأة.